# Аннеґрет Крамп-Карренбауер
Аннеґрет Крамп-Карренбауер (нім. Annegret Kramp-Karrenbauer, [ˈʔanəɡʁeːt ˈkʁamp ˈkaʁənˌbaʊ̯ɐ]; часто скорочено АКК; нар. 9 серпня 1962, Фельклінген, Саарбрюккен, ФРН) — німецька політична діячка. Федеральний міністр оборони зі 17 липня 2019 до 8 грудня 2021 року. Голова Християнсько-демократичного союзу (ХДС) (грудень 2018 — січень 2021). Міністр-президент Саару (2011—2018).

## Життєпис

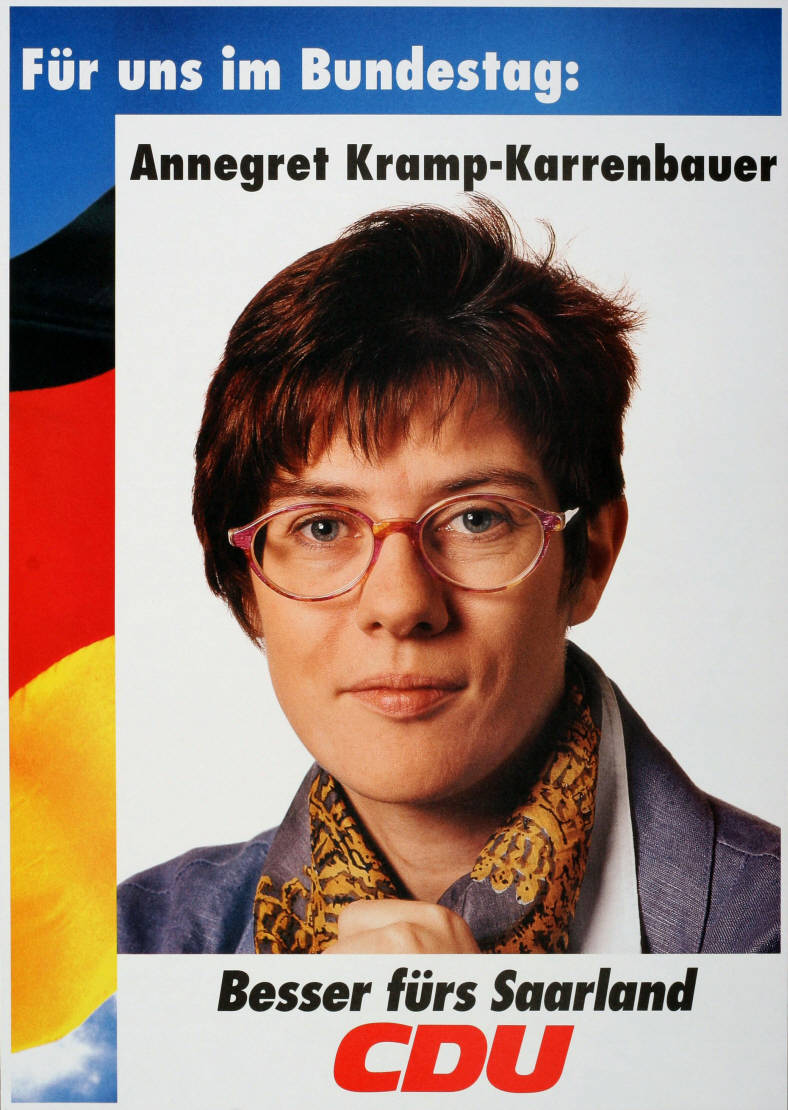
На виборах до Бундестаґу (1994)

Аннеґрет Крамп народилася у місті Фельклінген у консервативній католицькій родині, у якій було п'ятеро дітей. Зростала зі своїми братами та сестрами у Пюттлінґені. Батько — Ганс Крамп був вчителем спецшколи, а мати — Ельза Крамп — домогосподаркою та займалася вихованням власних дітей.
До 1973 року Аннеґрет відвідувала початкову школу у Пюттлінґені, а з 1973 року — гімназію у Фельклінгені, яку вона закінчила 1982 року, успішно склавши іспити. З 1982 до 1990 р. вона вивчала політологію та правознавство в Трірському та Саарландському університетах. 1990 року закінчила навчання, отримавши академічний титул Magistra Artium з політології та з публічного права.
Аннеґрет Крамп-Карренбауер належить до римо-католицької церкви, 1984 року вийшла заміж за інженера Гельмута Карренбауера. У пари є троє дорослих дітей 1988, 1991 та 1998 років народження.
Захоплюється творчістю гурту AC/DC. Володіє французькою мовою.
Аннеґрет Крамп-Карренбауер часто називають за ініціалами — АКК.

## Політика
З 1991 до 1998 року Аннеґрет Крамп працювала референткою у відділенні ХДС землі Саар, яку тоді очолював тодішній федеральний міністр навколишнього середовища Клаус Тепфер. 1999 року вона була особистою референткою Петера Меллера — голови ХДС фракції ландтагу та пізніше міністра-президента землі Саар, з яким вона познайомилася в Молодіжному союзі.
У 2000—2007 рр. Крамп-Карренбауер обіймала посаду міністра внутрішніх справ, міністра з питань сім'ї, прав жінок і спорту в уряді Саарланду, пізніше міністра освіти, міністра з питань сім'ї, з прав жінок та культури.
У 2009—2011 роках Крамп-Карренбауер працювала міністром праці, міністром з питань сім'ї, з соціальних питань, профілактики та спорту Саарланду. 22 січня 2011 року міністр-президент Саарланду Петер Меллер подав у відставку та запропонував очолити цю посаду Крамп-Карренбауер.
На виборах ландтагу землі Саар 26 березня 2017 року партія ХДС, яку на той час очолювала Крамп-Карренбауер, отримала перемогу з 40,7 %.
З 26 лютого 2018 року — генеральна секретарка ХДС, набравши 98,9 відсотка голосів делегатів з'їзду.
7 грудня 2018 року на партійному з'їзді Гамбурзі обрана новою головою ХДС.
7 лютого Аннеґрет заявила, що не планує претендувати на посаду канцлера Німеччини, а також про те, що планує залишити пост глави ХДС. У січня 2021 року її на посаді голови партії замінив Армін Лашет.

## Політична позиція

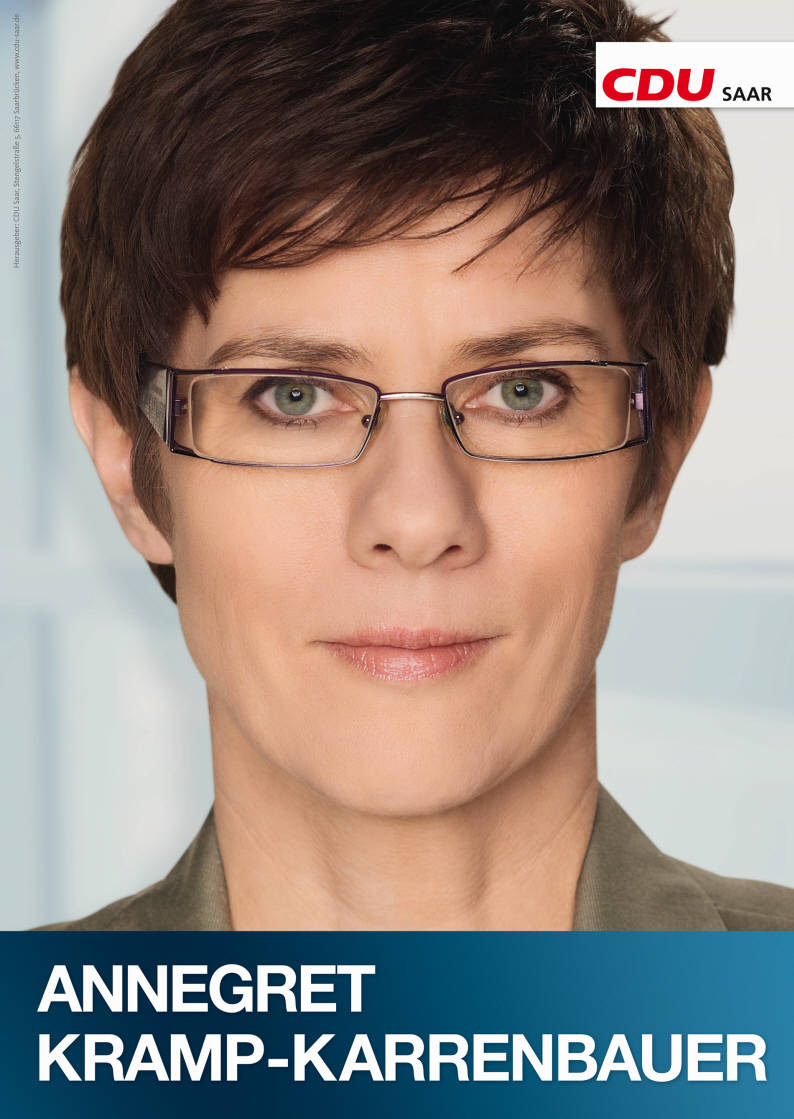
2012

Крамп-Карренбауер виступає за суворіші правила щодо абортів та проти їхньої реклами. Вона є набожною та членом Центрального комітету німецьких католиків. Була проти рішення одного з місцевих судів, який постановив прибрати хрест із судової зали. Була проти рішення Бундестаґу про визнання одностатевих шлюбів та надання одностатевим парам прав на усиновлення дітей.
Підтримує міграційну політику Анґели Меркель та вважає закриття кордонів Німеччини загрозою для цілісності Європейського Союзу.
Аналітики «Німецької хвилі» зазначають: «У питаннях санкцій щодо Москви Крамп-Карренбауер догматиком не є. Вона визнала, що в партії точаться відверті дискусії про те, наскільки осмислені нинішні санкції щодо Росії. Але, за її власними словами, „залишається відкритим питання: а які є альтернативи“».
Аннеґрет Крамп-Карренбауер виступає проти «Північного потоку-2» та за посилення санкцій щодо Росії, через її агресію в Керченській протоці та ескалацію в Азовському морі. Вона закликала заборонити російським суднам, які прямують із Азовського моря, заходити у європейські та американські порти та зменшити закупівлю російського газу країнами ЄС.
У червні 2019 року Аннеґрет Крамп-Карренбауер виступила за продовження економічних санкцій ЄС проти Росії у відповідь на критику та вимоги послаблення обмежувальних заходів, від представників бізнесу та своїх однопартійців. Аннеґрет Крамп-Карренбауер також різко розкритикувала дії Росії:
| Я відчуваю певну стриманість стосовно країни і перш за все щодо режиму, який, як ми знаємо, всіма силами намагається дестабілізувати нашу політичну систему в Європі і тут у Німеччині, використовуючи цифрові технології та поширюючи фейкові новини, які раніше ми називали пропагандою[18]. |
Аннеґрет Крамп-Карренбауер є членом «Групи німецько-французької дружби», створеної німецьким Бундесратом та французьким Сенатом. Володіє французькою мовою.

## Нагороди та відзнаки
Крамп-Карренбауер отримала такі нагороди:
- 2008: срібна нагорода Фонду технічної допомоги
- 2014: командорка Ордену Академічних пальм
- 2014: нагорода DBB Beamtenbund und Tarifunion
- 2015: орден Аахенського карнавалу
- 2015: нагорода ім. Ельзи Кюн Ляйц німецько-французького товариства
- 2016: офіцерка Ордену Почесного легіону
- 2017: німецька нагорода «SignsAward» у сфері політик року[21]
- 2018: почесна нагорода Mainzer Ranzengarde